# Charles Ives
Charles Ives (ejtve: [ájvz]) (Danbury, 1874. október 20. – New York, 1954. május 19.) az egyik legismertebb amerikai modernista zeneszerző. Életében műveit sokáig nem ismerték és játszották, csak utolsó éveiben szerzett kései hírnevet. Később vált zenéje „eredeti amerikaivá”. Ötvözte kora népszerű amerikai dallamait és az ifjúkorát meghatározó egyházi zenét az európai műzenével. Az elsők közt kezd el foglalkozni a kísérleti zene szisztematikus programjával olyan technikai újításokkal, mint a politonalitás, poliritmika, hangklaszterek, aleatórikus zenei elemek vagy a negyedhangok, melyekkel előrevetítette már évtizedekkel korábban a 20. század zenei újításait.